# Oxypoda irrasa
Oxypoda irrasa är en skalbaggsart som beskrevs av Mäklin 1853. Oxypoda irrasa ingår i släktet Oxypoda och familjen kortvingar. Inga underarter finns listade i Catalogue of Life.